# 爱思儿童公园
爱思儿童公园又名海倫兒童公園，是中華人民共和國上海市虹口區的一個公園，也是上海唯一一個兒童公園，公园占地2.4万多平方米，內有名為勇敢者之路的迷陣障礙區以及两个儿童游乐区。公園於1953年6月1日正式對外開放，1995年，愛思旅行用品公司投資及改造公園。2001年底，因上海轨道交通4号线建设，公园闭园。2015年6月1日，公園恢復開放。

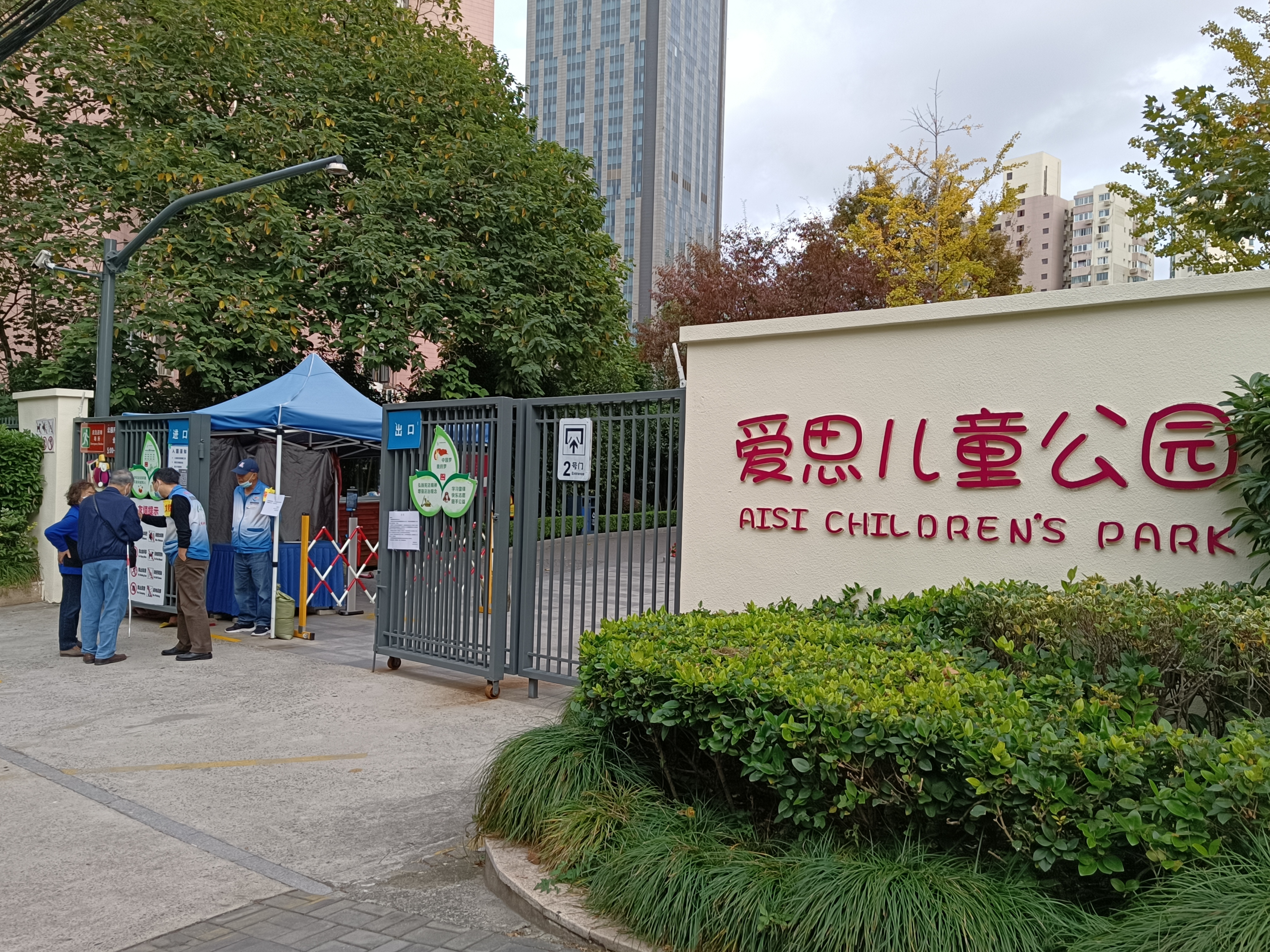
公园2号门（2022年）

## 现状

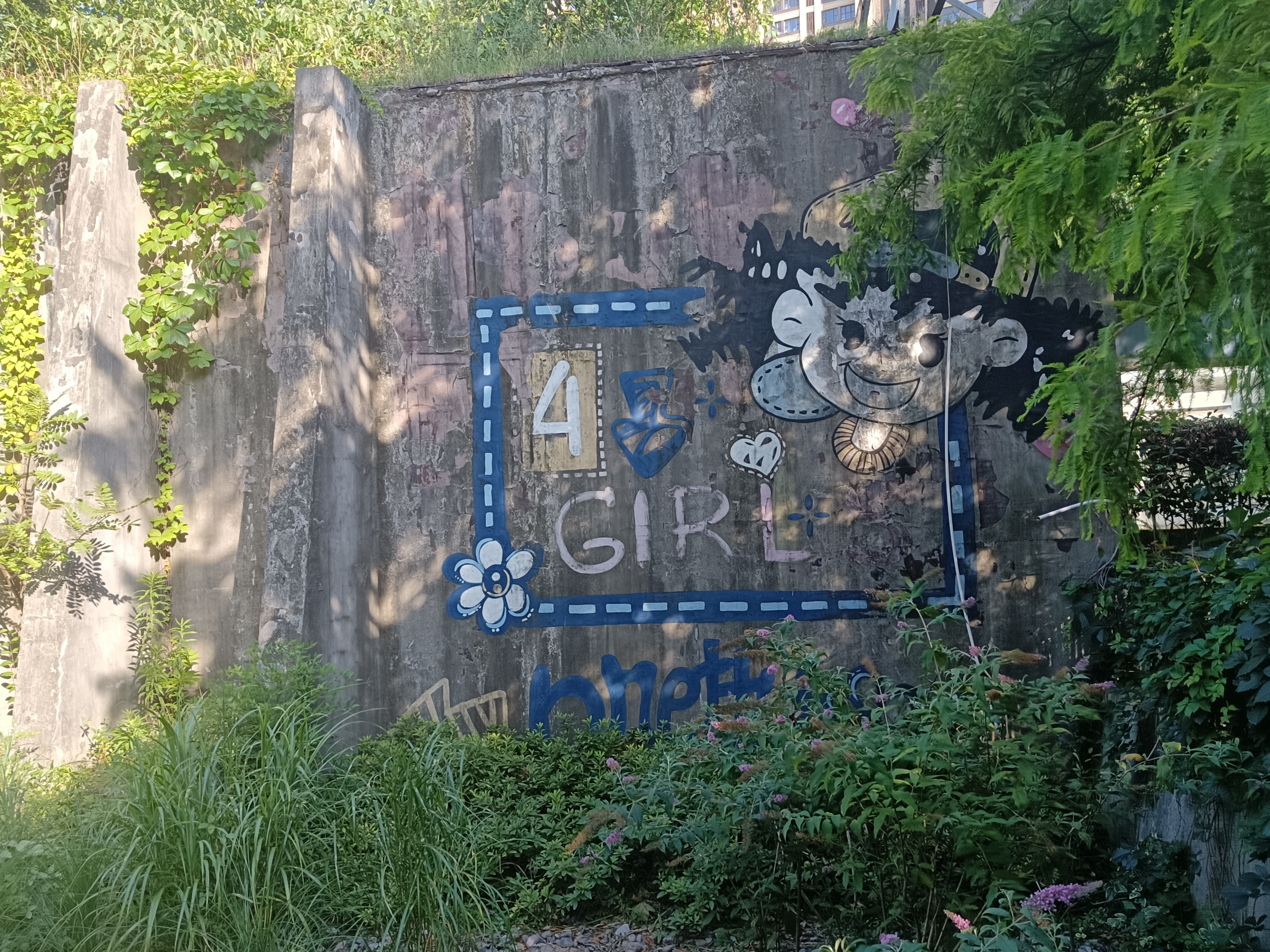
公园内一幅以地铁拟人化为主题的涂鸦

地铁4号线于公园内由隧道转为高架，并在公园中央设置相应结构。由于公园2001年关闭至2015年重新开放前疏于管理，出地段外墙上有不少涂鸦，但此后公园也没有清除这些涂鸦。